# David Da Costa
David Da Costa, né le 19 avril 1986 à Zurich en Suisse est un footballeur suisso-portugais. Il évolue au poste de gardien de but au FC Thalwil.

## Biographie

### En club

#### FC Zurich (2005-2009)
Né à Zurich, il est formé dans le club local du FC Zurich. Devenu pro en 2005, il évolue deux saisons comme troisième gardien.

##### Prêts aux FC Chiasso (2008) et au FC Concordia Bâle (2008-2009)
Avant d'être prêté en Challenge League, d'abord six mois au FC Chiasso puis une saison au FC Concordia Bâle.

#### Retour au FC Chiasso (2009-2010)
En fin de contrat en 2009, il n'est pas conservé et trouve refuge au FC Chiasso qui a depuis été relégué en troisième division, toutefois il n'y reste que six mois.

#### FC Wohlen (2010)
Avant de partir et retrouver la Challenge League en janvier 2010 avec le FC Wohlen.

#### FC Thoune (2010-2012)
En juillet 2010, il rejoint le FC Thoune comme titulaire et découvre ainsi la Super League.

#### Retour au FC Zurich (2012-2015)
En juillet 2012, il retrouve son club formateur, le FC Zurich, pour un transfert estimé à 380 000 €. En 2014, il remporte son premier vrai titre avec la Coupe de Suisse ; en effet si le FC Zurich gagne la Super League en 2007, David n'est pas crédité du titre car n'ayant pris part à aucun match de championnat.
Il découvre les joutes européennes avec le FC Thoune en disputant cinq matchs de Ligue Europa, puis dix matchs avec le FC Zurich.

#### Découverte de l'Italie au Novara Calcio (2015-2017)
En fin de contrat en 2015, il s'engage avec le Novara Calcio en Serie B.

#### Retour en Suisse au FC Lugano (2017-2020)
En 2017, il signe un contrat de 3 ans au FC Lugano, il retrouve ainsi la Suisse et la Super League. Il quitte le club en 2020.

#### FC Schaffhouse (2020-2021)
En 2020, il signe au FC Schaffhouse et retrouve ainsi la Challenge League. Il reste pendant 1 saison.

#### FC Thalwil (2021-2022)
En août 2021, il signe au FC Thalwil qui évolue en 1ère League pour un contrat allant jusqu'en juin 2022.

## Statistiques
| Saison                | Club                  | Championnat           | Championnat | Championnat | Coupe nationale | Coupe nationale | Coupe de la Ligue | Coupe de la Ligue | Compétition(s) continentale(s) | Compétition(s) continentale(s) | Compétition(s) continentale(s) | Total | Total |
| Saison                | Club                  | Division              | M.          | B.          | M.              | B.              | M.                | B.                | Comp.                          | M.                             | B.                             | M.    | B.    |
| 2005-2006             | FC Zurich             | Super League          | 0           | 0           | 0               | 0               | 0                 | 0                 | -                              | -                              | -                              | 0     | 0     |
| 2006-2007             | FC Zurich             | Super League          | 0           | 0           | 0               | 0               | 0                 | 0                 | -                              | -                              | -                              | 0     | 0     |
| 2007-2008             | FC Zurich             | Super League          | 0           | 0           | 0               | 0               | 0                 | 0                 | -                              | -                              | -                              | 0     | 0     |
| 2007-2008             | FC Chiasso            | Challenge League      | 1           | 0           | 0               | 0               | 0                 | 0                 | -                              | -                              | -                              | 1     | 0     |
| 2008-2009             | FC Concordia Bâle     | Challenge League      | 17          | 0           | 0               | 0               | 0                 | 0                 | -                              | -                              | -                              | 17    | 0     |
| 2009-2010             | FC Chiasso            | Promotion League      | -           | -           | -               | -               | 0                 | 0                 | -                              | -                              | -                              | 0     | 0     |
| 2009-2010             | FC Wohlen             | Challenge League      | 9           | 0           | 0               | 0               | 0                 | 0                 | -                              | -                              | -                              | 9     | 0     |
| Sous-total            | Sous-total            | Sous-total            | 27          | 0           | 0               | 0               | 0                 | 0                 | -                              | 0                              | 0                              | 27    | 0     |
| 2010-2011             | FC Thoune             | Super League          | 35          | 0           | 3               | 0               | 0                 | 0                 | -                              | -                              | -                              | 38    | 0     |
| 2011-2012             | FC Thoune             | Super League          | 33          | 0           | 2               | 0               | 0                 | 0                 | C3                             | 5                              | 0                              | 40    | 0     |
| Sous-total            | Sous-total            | Sous-total            | 68          | 0           | 5               | 0               | 0                 | 0                 | -                              | 5                              | 0                              | 78    | 0     |
| 2012-2013             | FC Zurich             | Super League          | 35          | 0           | 5               | 0               | 0                 | 0                 | -                              | -                              | -                              | 40    | 0     |
| 2013-2014             | FC Zurich             | Super League          | 33          | 0           | 6               | 0               | 0                 | 0                 | C3                             | 2                              | 0                              | 41    | 0     |
| 2014-2015             | FC Zurich             | Super League          | 25          | 0           | 4               | 0               | 0                 | 0                 | C3                             | 8                              | 0                              | 37    | 0     |
| Sous-total            | Sous-total            | Sous-total            | 93          | 0           | 15              | 0               | 0                 | 0                 | -                              | 10                             | 0                              | 118   | 0     |
| 2015-2016             | Novara Calcio         | Serie B               | 38          | 0           | 3               | 0               | 0                 | 0                 | -                              | -                              | -                              | 41    | 0     |
| 2016-2017             | Novara Calcio         | Serie B               | 16          | 0           | 2               | 0               | 0                 | 0                 | -                              | -                              | -                              | 18    | 0     |
| Sous-total            | Sous-total            | Sous-total            | 44          | 0           | 5               | 0               | 0                 | 0                 | -                              | 0                              | 0                              | 49    | 0     |
| Total sur la carrière | Total sur la carrière | Total sur la carrière | 232         | 0           | 25              | 0               | 0                 | 0                 | -                              | 15                             | 0                              | 272   | 0     |

## Palmarès
Avec le FC Zurich, il remporte la Coupe de Suisse en 2014 et deux Super League : 2006 et 2007.